# Jhon Frith
Jhon Firth Ornai Liu de Oliveira (sinh ngày 17 tháng 7 năm 2002) là một cầu thủ bóng đá chuyên nghiệp người Đông Timor hiện đang thi đấu ở vị trí tiền vệ cho câu lạc bộ ISI Dangkor Senchey và Đội tuyển bóng đá quốc gia Đông Timor.

## Bàn thắng quốc tế
| Thứ tự | Thời gian           | Địa điểm                                                     | Đối thủ | Ghi bàn | Kết quả | Giải đấu                                       |
| ------ | ------------------- | ------------------------------------------------------------ | ------- | ------- | ------- | ---------------------------------------------- |
| 1.     | 28 tháng 5 năm 2022 | Sân vận động Grand Hamad, Doha, Qatar                        | Nepal   | 1–0     | 2–2     | Giao hữu                                       |
| 2.     | 5 tháng 11 năm 2022 | Khu liên hợp thể thao Điền kinh, Bandar Seri Begawan, Brunei | Brunei  | 2–3     | 2–6     | Vòng loại giải vô địch bóng đá Đông Nam Á 2022 |